# New Baden
New Baden é uma vila localizada no estado americano de Illinois, no Condado de Clinton e Condado de St. Clair.

## Demografia
Segundo o censo americano de 2000, a sua população era de 3001 habitantes.
Em 2006, foi estimada uma população de 3132, um aumento de 131 (4.4%).

## Geografia
De acordo com o United States Census Bureau tem uma área de
3,5 km², dos quais 3,5 km² cobertos por terra e 0,0 km² cobertos por água.

## Localidades na vizinhança
O diagrama seguinte representa as localidades num raio de 12 km ao redor de New Baden.